# 明天會放晴嗎
《明天會放晴嗎》是日本男歌手桑田佳祐的第九張個人單曲，於2007年5月16日發行。

## 簡介
是桑田佳祐自2002年《東京》近五年後發行的個人單曲，桑田在2007年4月2日正式宣布活動再開，在前一日，即4月1日愚人節當天，門戶網站雅虎日本大幅報導桑田佳祐涉嫌犯罪，警方強制搜查其住所以及他逃亡的消息。這些假新聞雖然明顯像愚人節笑話，但已經震撼全國。翌日，正式宣布桑田重開個人單飛活動，並發行第九張個人單曲《明天會放晴嗎》，並此曲為山下智久、長澤雅美主演的四月富士月九劇《求婚大作戰》的主題曲。
這是桑田佳祐和所屬樂團南方之星繼1995年的《只有你 ～Summer Heartbreak～》和2003年的《想在淚海被你擁抱 ～SEA OF LOVE～》之後第三度演唱月九劇的主題曲，並且在電視劇片尾親自現身於眾主演演員之中，用吉他彈唱這首歌。
單曲在2007年銷量為35.9萬張，是年度日本單曲銷量第七位，而且付費音樂下載成績也相當優異，手機片段下載突破了100萬次。

## 收錄曲目

### 初回盤
1. 明天會放晴嗎（明日晴れるかな）
作詞、作曲、編曲：桑田佳祐；弦、管編曲：島健
富士月九劇《求婚大作戰》主題曲
2. 若不嫌棄我的話（こんな僕で良かったら）
作詞、作曲、編曲：桑田佳祐；管編曲：山本拓夫
本人出演的美國運通廣告「MORE THAN JUST A CARD」的廣告歌
3. 男人的悲歌（男達の挽歌(エレジー)）
作詞、作曲、編曲：桑田佳祐
dandy-house廣告「Nippon dandy?」的廣告歌
4. 若不嫌棄我的話 (Trumpet & Jazz Piano Trio:CM Version)
作曲：桑田佳祐；編曲：桑田佳祐、片山敦夫

### 通常盤
1. 明天會放晴嗎
作詞、作曲、編曲：桑田佳祐；弦、管編曲：島健
2. 若不嫌棄我的話
作詞、作曲、編曲：桑田佳祐；管編曲：山本拓夫
3. 男人的悲歌
作詞、作曲、編曲：桑田佳祐

## 外部連結
- http://www.jvcmusic.co.jp/sas/songs/items/VICL-36601.html （页面存档备份，存于）
- http://www.sas-fan.net/kuwata2007/ （页面存档备份，存于）